# بعيا
إحدى مناطق بلدية الريان في قطر. وهي واحدة من أكثر المناطق تطوراً في الريان ، حيث تضم فيلاجيو مول ، وحديقة أسباير ، والمدينة الرياضية ، وجميعها تمتد على طول شارع الوعب.

## أهم المعالم
- مركز طوارئ الريان للأطفال شارع الفريسية.[3]
- مكتب كهرباء الريان (كهرماء) في شارع الفروسية.
- جامعة كالجاري في قطر في شارع السيل.